# 大間越駅
大間越駅（おおまごしえき）は、青森県西津軽郡深浦町大字大間越字宮崎浜にある東日本旅客鉄道（JR東日本）五能線の駅である。
隣駅の岩館駅との間で青森県と秋田県の県境を越える。

## 歴史
- 1930年（昭和5年）12月26日：鉄道省（後の日本国有鉄道）の駅として西津軽郡岩崎村に開業[2][3]。
- 1971年（昭和46年）10月1日：貨物および荷物の扱いを廃止[4]。無人化[5]。ただし、翌年3月31日までは（日曜・祝日を除く）6時から15時半まで旅客扱い要員を1名配置する[6]。
- 1979年（昭和54年）ごろ：駅舎を改築[7]。
- 1987年（昭和62年）4月1日：国鉄分割民営化により、東日本旅客鉄道の駅となる[3]。
- 2010年（平成22年）4月1日：深浦駅から五所川原駅に管理駅が変更となる。
- 2024年（令和6年）10月1日：えきねっとQチケのサービスを開始[1][8]。

## 駅構造
単式ホーム1面1線を有する地上駅である。かつては相対式ホーム2面2線であった。駅舎はカプセル式で、待合室のほか、現在は使用されていない窓口がある。
弘前統括センター（五所川原駅）の無人駅である。

## 駅周辺
- 国道101号[2]
- 大間越簡易郵便局
- 大間越関所跡
- 白神山地
- 津梅川

## 隣の駅
東日本旅客鉄道（JR東日本）
■五能線
□快速
通過
■普通
岩館駅 - 大間越駅 - 白神岳登山口駅